# King Jouet
‌
Pour les articles homonymes, voir King.
King Jouet est une entreprise française de magasins de jeux et jouets. Son siège social est à Voiron en Isère.

## Histoire
- 1950 : la société Gueydon, entreprise familiale iséroise, se spécialise dans la distribution de jeux et jouets.
- 1989 : création du 1er magasin King Jouet à Voiron (Isère).
- 2000 : création du site marchand Jouet-online.com
- 2001 : mise en place d’un bureau d’achats à Hong Kong, et ouverture du premier magasin King Jouet sur le territoire suisse.
- 2004 : le groupe ouvre ses premiers magasins King Jouet en Espagne.
- 2005 : le site internet est rebaptisé king-jouet.com
- 2008 : création d’une nouvelle plateforme logistique.
- 2009 : le site king-jouet.com réalise sa meilleure année (depuis sa création).
- 2011 : le groupe italien Giochi Preziosi, via sa filiale Toys Center, acquiert 51 % du capital du groupe King Jouet avec pour objectif la mise en place d’un projet industriel, la famille Gueydon restant actionnaire à hauteur de 49 %.
- 2012 : mise en place d’un programme de gestion de la relation client : King Premium[2] ; développement des services cross canaux : drive[3], bornes tactiles, livraison en magasin[4].
- 2013 : Cession de l’activité en Espagne ; mise en place de nouvelles synergies web/réseau comme le retrait en magasin[5] ; mise en place d’un partenariat avec l’enseigne Orchestra.
- 2020 : Maxi Toys, en redressement judiciaire, voit 115 magasins sur les 155 que compte le groupe, être repris par King Jouet, les autres magasins devant être fermés[6].

En décembre 2023, la famille Gueydon redevient actionnaire majoritaire de King Jouet avec environ 70 % du capital. Le reste du capital (30 %) appartient à PRG Retail Group et trois fonds : BNP Paribas Développement, Garibaldi Participations (filiale de BPAURA) et C2AD (fililale du CASRA).

## Enseignes
L'enseigne revendique 240 magasins fin 2018 affiliés et franchisés compris dont 145 magasins en propre réalisant globalement 250 millions de chiffre d'affaires et déclinés en trois formats :
- King Jouet : grands magasins de périphérie, d'une surface de plus de 750 m2 ;
- King Jouet City : magasins de villes moyennes, d’une surface comprise entre 300 et 750 m2 ;
- King Jouet Boutique : petits magasins de centre-ville, d'une surface moyenne de 300 m2.

Fin 2024, il y a 330 magasins en France. L’enseigne est présente en Suisse depuis 2001 et compte 8 points de vente en succursales. Elle compte également 29 magasins en Belgique et au Luxembourg,.